# ملح متبل

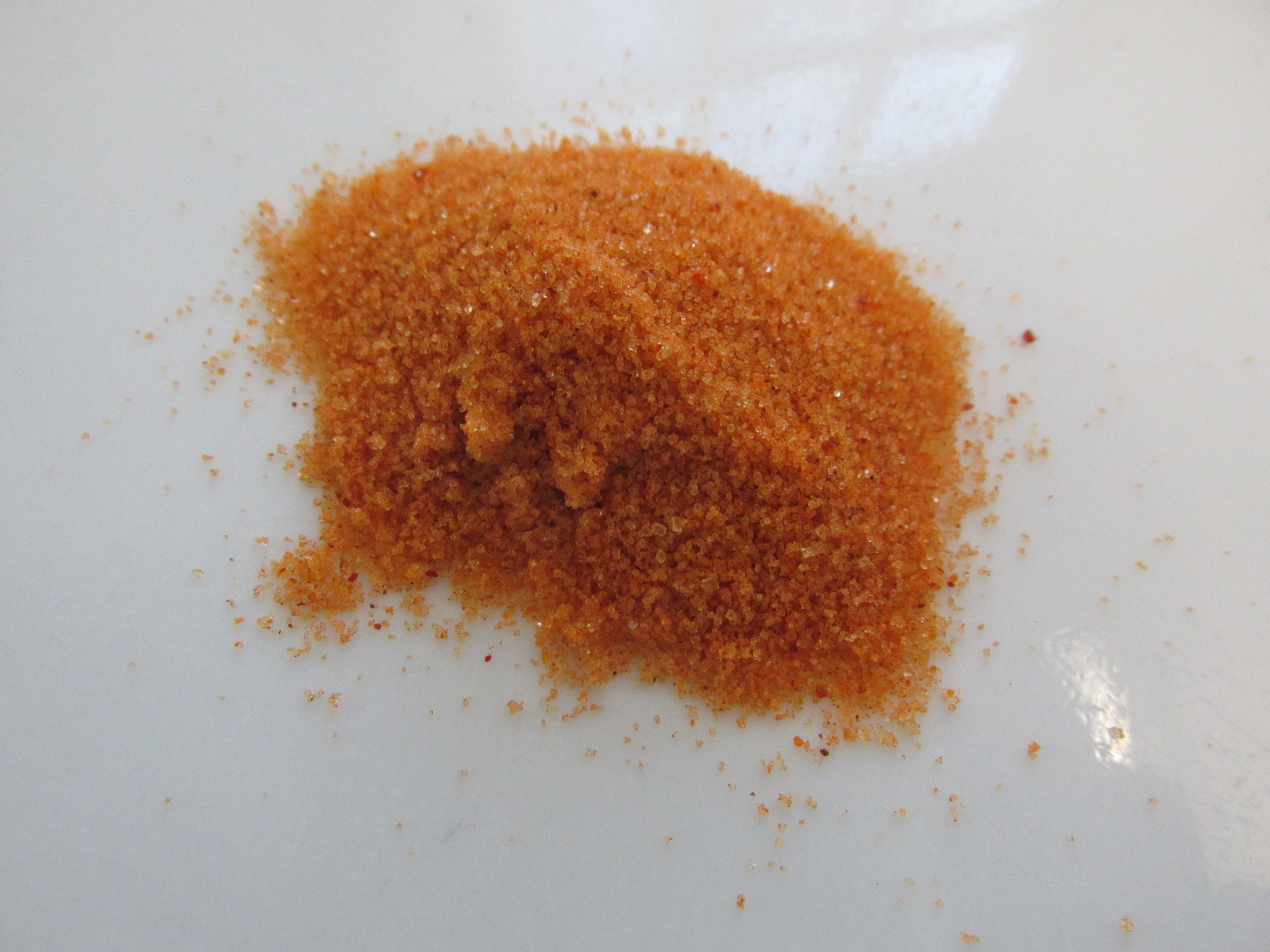
الملح المتبل

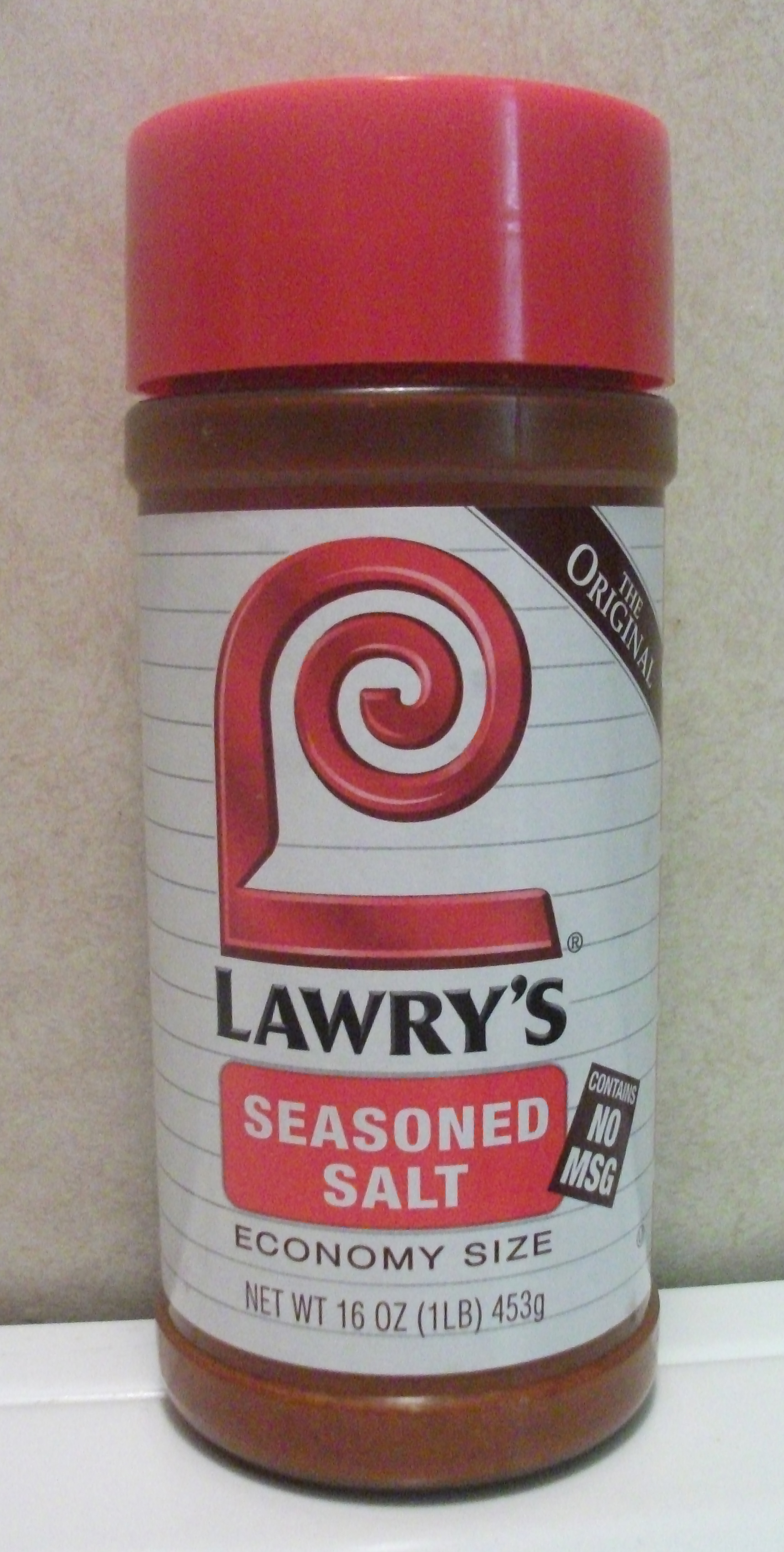
الملح المتبل

الملح المُتبل (بالإنجليزية: Seasoned salt)‏ هو مزيج من ملح الطعام، و أعشاب، و البهارات، و مكسبات طعم أخرى، وفي بعض الأحيان يتم إضافة غلوتامات أحادية الصوديوم. هذا الملح متوافر في المتاجر ويُستخدم كثيراً في متاجر السمك، ومتاجر الرقائق وغيرها. كما أنه يُعرف أيضاً بملح الدجاج، و ملح البهارات، و الملح الموسمي، و توابل الرقاقات.